# Amaszisz (fazekasmester)

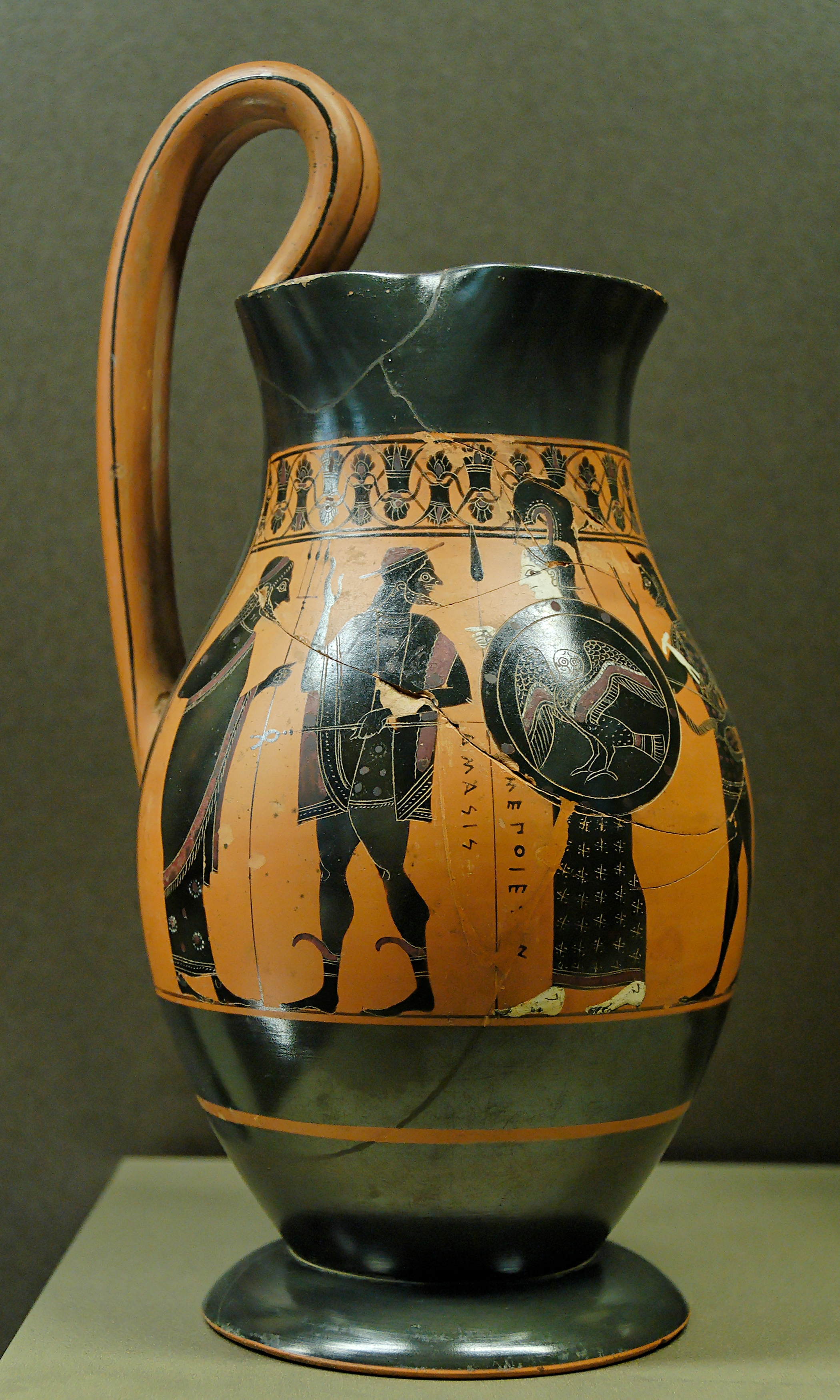
Az olümposzi Héraklész. Váza Amaszisz műhelyéből

Amaszisz (Kr. e. 6. század) görög fazekasmester.
Kr. e. 555 és Kr. e. 525 között működött Athénban. Nyolc vázát szignatúrája alapján azonosították, de stílusa alapján mintegy száz vázát lehet neki tulajdonítani. Az athéni feketealakos vázafestészet kiemelkedő alakja volt, akinek három stíluskorszakát különböztetik meg a művészettörténészek: a miniatűr (amforák, csészék) és a monumentális (oinoché) korszak után a vörösalakos (nyakamforák) festési stílus következett. Az elsőben Kleitasz stílusát vitte tovább, míg a harmadikban Ekszekiasz hatása mutatkozik. Stílusára a biztos vonalvezetés, a kifinomultság és a dekoratív festésmód jellemző.
Műveiből:
- Szüretelő szatírok. Amfora, Würzburg
- Harcos fogadása – Dionüszosz és kísérői. Amfora, Berlin
- Poszeidón és Athéna – Dionüszosz és bacchánsnők. Amfora, Párizs (Bibliothèque Nationale)
- Fonó nők. Léküthosz, New York
- Az olümposzi Héraklész. Váza, Párizs (Louvre)